# Pierre Cheneveuillet
Pierre Cheneveuillet [Chenevillet, Chenevillette] est un maître de chapelle et compositeur français, né vers 1633 et mort à Clermont-Ferrand le 9 septembre 1680, actif à Ennezat, Clermont et Paris dans le troisième quart du XVIIe siècle.

## Biographie
Les nouveaux éléments biographiques qu’on possède sur Cheneveuillet montrent qu’il a passé sa carrière en Auvergne, avec un court épisode parisien.

### En Auvergne: Ennezat et Clermont
Les titres de ses messes publiées en 1652 et 1653 le disent maître de musique en l’église collégiale Saint-Victor et Sainte-Couronne d'Ennezat, une localité un peu à l’est de Riom et proche de Clermont-Ferrand ; il est reçu à ce poste le 25 mai 1652. Il est aussi organiste puis maître de musique de la cathédrale de Clermont, entre le 21 mai 1661 et 1663. C’est sûrement lui le « Pierre Chenevillet », prêtre et chanoine semi-prébendé de l’église cathédrale de Clermont en Auvergne, qui est cité dans un arrêt de la cour de Parlement du 15 mars 1661, concernant l’institution des vicaires dans les cures unies aux communautés séculières et régulières.
Que Cheneveuillet publie deux messes à Paris à l'âge d'environ vingt ans laisse supposer qu'il ait joui d'une bonne notoriété assez jeune. Il n'était donc pas inopportun d'aller tenter sa chance à Paris.

### Paris
Le 1er décembre 1663, « Pierre Chenevillette » maître du chœur de l’église de Clermont est nommé à l’unanimité par le chapitre de Notre-Dame de Paris pour en diriger la maîtrise, sans qu’on en sache plus sur cet épisode. Épisode court, peut-être prévu seulement comme un intérim, car il est remplacé à ce poste par Jean Mignon le 30 août 1664.

### Clermont encore
Il est revenu à Clermont car le titre de sa messe de 1672 le cite comme chanoine et maître de musique de l’église de cathédrale de Clermont, comme le stipule son acte de sépulture du 9 septembre 1680 :
Aujourd’huy lundy neufvieme du present mois de septembre mil six cents quatre vingts est decedé à six heures du matin venerable personne Me Pierre Chenevillet prestre, et chanoine semiprebendé de cette eglise cathedralle, cy devant maistre de musique de ladite eglise, aagé d’autour quarante sept ans, appres avoir receu les sacrements de penitence, de la sainte communion, et de l’extreme onction par le ministere du soubsigné chanoine de l’Eglise, et vicaire nommé par ledit chapitre pour faire les fonctions curiales de la cure de Sainte Croix durant l’infirmité et maladie des curez de cette eglise cathedralle, et y a esté enterré entre dix et sept heures du soir du mesme jour, fait le jour que dessus. [signé] Dufraisse.
Comme il est dit âgé d’environ 47 ans, on sait maintenant qu’il était né vers 1633.

## Œuvres

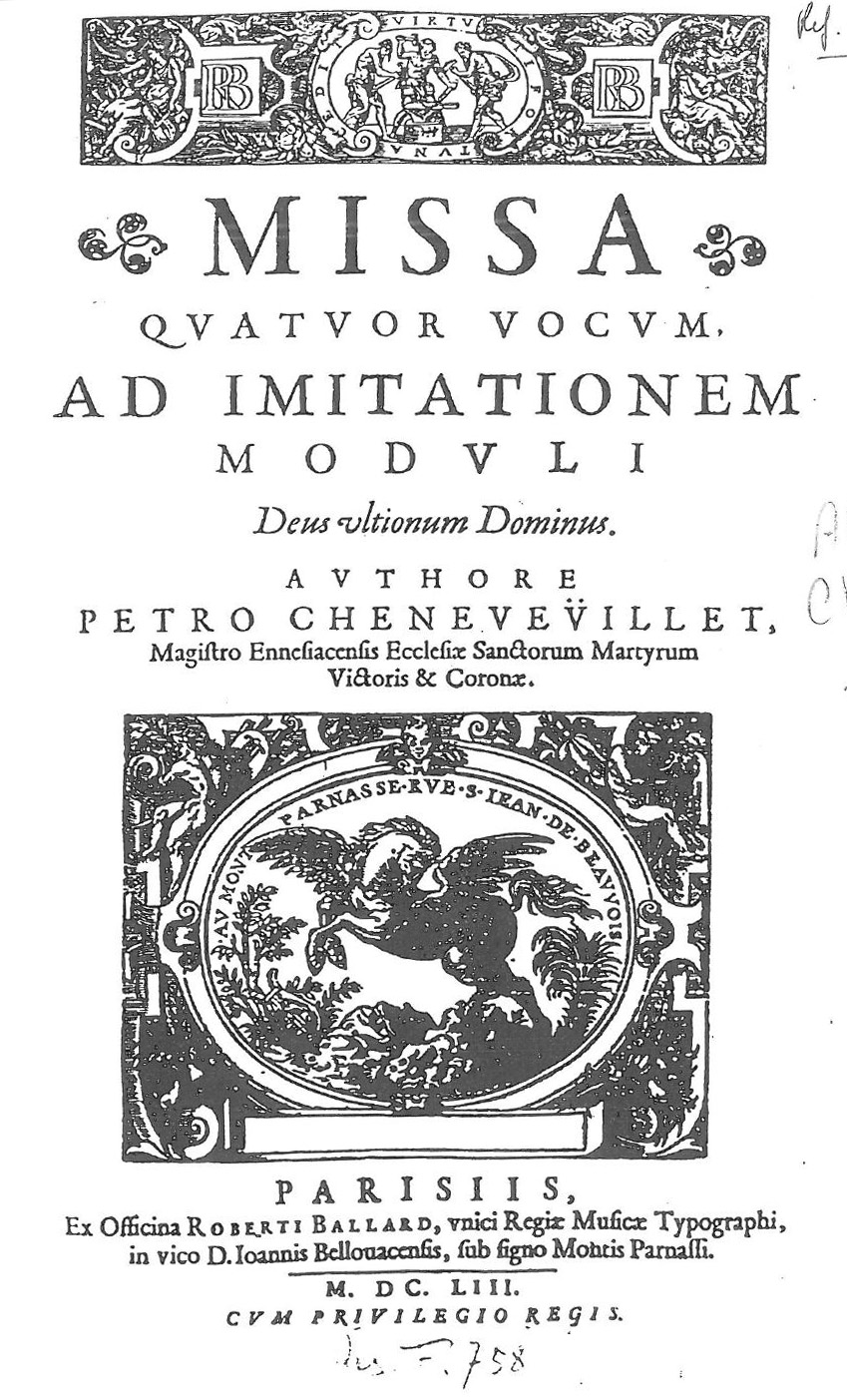
Page de titre de la messe Missa Deus ultionum Dominus (1653). Paris BnF.

De Cheneveuillet on ne connaît que trois messes à quatre voix dont une seule a été conservée :
- Missa quatuor vocum ad imitationem moduli Vota mea Domino authore Petri Cheneveuillet, magistro Enneciacensis ecclesiae sanctorum martyrum Victoris et Coronae. Paris : Robert III Ballard, 1652. 2°. Guillo 2003 n° 1652-C.
- Missa quatuor vocum ad imitationem moduli Deus ultionum Dominus authore Petro Cheneveuillet, magistro Ennesiacensis Sanctorum Martyrum Victoris & Coronae. Paris : Robert III Ballard, 1653. 2°. Guillo 2003 n° 1653-E, RISM C 2015. Outre l’exemplaire de Paris BNF (Mus.) : RES-F-758, on connaît celui de Chicago NL : Case folio M2011.M625 S253 1736 (pièce 4).
- Missa quatuor vocum ad imitationem moduli Indica mihi, authore Petro Chenevillet canonico ecclesiae Claromontensis. Paris : Robert III Ballard, 1672. 2°. Guillo 2003 n° 1672-B.